# Siparunaceae

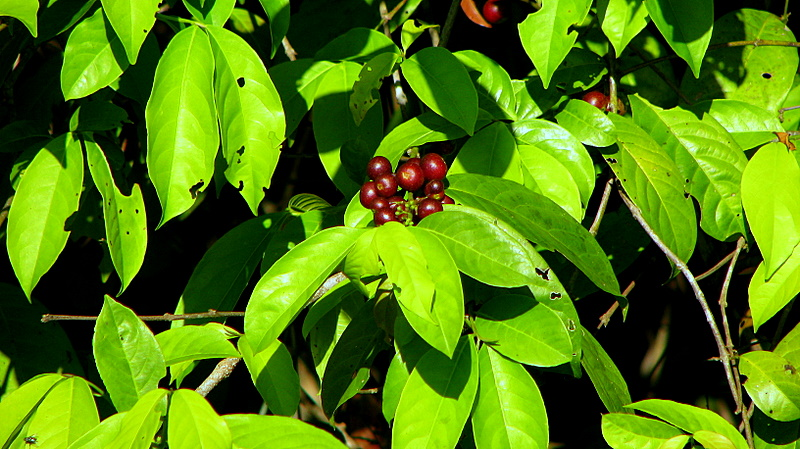
Siparuna

Siparunaceae é uma família de plantas que compõem a flora das angiospermas, de acordo com classificação filogenética AGP III (2009) são plantas de hábito arbóreo, arbustivo ou lianas, pertencentes á ordem Laurales das dicotilédones. Agrupadas em dois gêneros, estão inseridas aproximadamente 75 espécies. As espécies que compõem a família Siparunaceae  apresentam inflorescência cimosa, em picos ou em panículas, com flores não vistosas, aromáticas ou sem odor acentuado, folhas estipuladas com venação broquidódromo bastante proeminente. Anteriormente os dois gêneros foram discernidas entre as Monimineaceae.

## Etimologia
O nome da família Siparunaceae vem do gênero Sipraruna Aubl.

## Descrição
A família Siparunaceae são plantas de substrato terrícola, apresentam diferentes hábitos podendo ser  arbustos, arvores ou lianas. São plantas acumuladoras, com indumento na maioria das vezes estreladas. Com inclinações, devido a perfuração dos vasos; periciclo (tecido primário que origina o felogênio e a parte do câmbio  que origina os raios parenquimáticos) não esclereides.

### Folhas

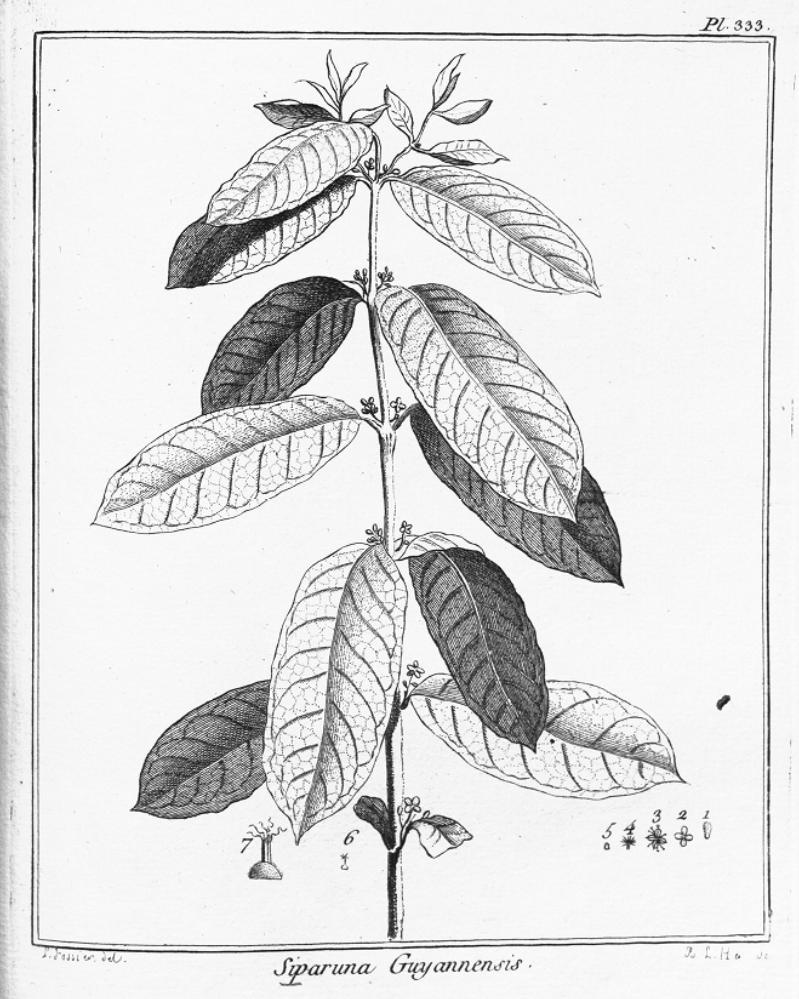
Ilustração de folhas de Siparuna

A maioria das espécies das siparunaceas apresenta folhas opostas, simples, raramente verticiladas, não apresentam estipulas, as margens são inteiras, geralmente serreada exceto em S. monogyna em que a folha é obovada. O pecíolo tem comprimento variável, os ramos são cilíndricos com nós achatados, algumas espécies são completamente glabras enquanto outras apresentam vários tipos de indumento de pêlos nas folhas ou nos ramos; pêlos simples, estrelados ou escamosos (Nee, 1995; Ribeiroet al., 1999). As folhas possuem pontuações translúcidas e com formatos elípticos (Renner, S.S. & Hausner, G., 1997).

### Flores
As flores estão agregadas em inflorescências cimosas, geralmente as inflorescências são axilar ou raramente terminal. são flores não vistosas, variando de espécies monoicas ou dioicas, são ainda actinomorfas e monoclamídeas. O cálice se distingue da corola; 4-8; são flores dialissépalas, de cálice 4-6 (-7)- mero. No perianto, membros do  cálice e corola estão unidos quase sempre em uma caliptra. Nessa família os  Integrantes do androceu estão livres do perianto. Androceu composto de numerosos estames férteis e anteras geralmente com deiscência valvar. Gineceu dialicarpelar de ovário supero, uniovulado formado por  3 ou mais carpelos, com placentação ereta.

### Fruto

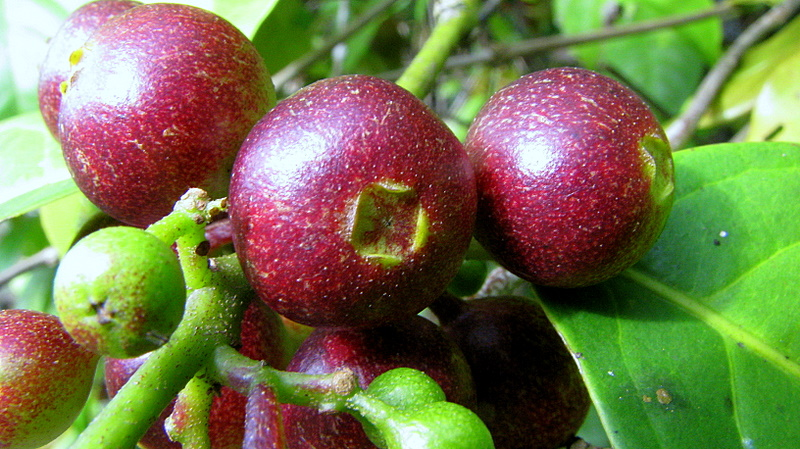
Fruto de Siparuna guianensis

Os Frutos são múltiplos do tipo drupáceos , dos quais encontram-se  envolvidos pelo hipanto carnoso, na maioria das vezes são vistosos, com sementes endospérmicas  bilateralmente achatadas. Oliveira & Paula (2001), Nunes et al. (2003), Takahashi & Fina (2004) e Pinto et al. (2005) classificaram os frutos da espécie Siparuna como diásporos adaptados à dispersão por animais, como aves e mamíferos, devido às polpas serem consideradas adocicadas e apresentarem sementes com arilos.

## Distribuição
O gêneros Siparuna com cerda de 65 espécies das quais distribuídas nos neotrópicos, e Glossocalyx  Benth., sendo esta mono-especifica na África Ocidental com cerca de 70 espécies distribuídas desde o México e o Caribe, até o Paraguai e Argentina. No Brasil a maioria das espécies são encontradas na Amazônia, cerca de 20 espécies do gênero Siparuna uma vez que são em maioria, comumente encontradas nas bordas das florestas. No Brasil, segundo a Lista de Espécies da Flora do Brasil 2013  espécies desse gênero podem ser encontradas ainda no Nordeste (Alagoas, Bahia, Ceará, Maranhão, Paraíba, Pernambuco, Piauí, e Rio Grande do Norte), no Centro Oeste (Distrito Federal, Goiás, Mato Grosso), no Sudeste (Espirito Santo, Minas Gerais, rio de Janeiro e São Paulo), e no Sul (Paraná).

## Adaptações
A dioicia parece ter evoluído várias vezes em espécies monoicas de Siparunaceae (Renner & Won 2001) ,  adaptações na polinização e dispersão de sementes foram essenciais para sucesso reprodutivo das espécies dessa família .
Recentemente houve a separação das famílias Monimiaceae e Siparunaceae, estudos mais recentes apontam para a segregação de certos gêneros como Siparuna Aubl., para constituir a família Siparunaceae (Schodde, 1970; Ribeiro et al., 1999) devido ambas apresentarem as mesmas características vegetativas.

## Reprodução
A reprodução das espécies dessa família ocorre através da  polinização. Segundo Gagné (1994) A Siparuna é polinizada durante a noite por inquietos mosquitos, eles são noturnos e põem seus ovos nos locais pelo olfato. Algumas espécies são monoicos, das quais apresentam flores férteis  masculinas ou femininas ,ou dioicas (Hermafrodita), contendo tanto flores femininas quanto   masculinas.

## Importância econômica
As cascas dos frutos são tóxicas para animais, pois são ricas em alcalóides benzilisoquinoleínico. Mas precisamente a espécie Siparunaceae guianesis Aubl. Tem a capacidade de produzir óleos considerados essências, importantes para etnofarmacologica e etnobotânica. Algumas espécies do gênero é utilizada na construção civil, na obtenção de essências e na medicina popular (Nee, 1995; Ribeiro et al., 1999). Em Poço das Antas, no Rio de Janeiro,o caule fornece a lenha para alimentação dos fogões, fornos e tachos para o beneficiamento de produtos agrícolas (CHRISTO et al. 2001; PINTO SOBRINHO, 2007).

## Conservação
Conservação de áreas ambientais visão proteger e manter a biodiversidade em geral, como exemplo a conservação da Siparuna guianensis Aubl., possui vasta indicação etnobotanica e etnofarmacologica, e tem sido uma das espécies prioritárias de conservação para a região do cerrado brasileiro (Vieira e Alves, 2003). De acordo com  Neves (1999), Rabelo et al. (2001) e Carvalho (2005), é notável em algumas regiões a presença do gênero Siparuna no sub-bosque de matas em regeneração, indicando sua preferência por áreas secundárias.

## Potencial ornamental
Essa família não possui registros sobre o seu potencial ornamental, isto pode está relacionado com o típico odor de algumas espécies.

## Gêneros
- Glossocalyx  Benth
- Siparuna

Gênero nativo do Brasil: Siparuna

### Artigos
- J. González. Explicación Etimológica de las Plantas  de La Selva. - Flora Digital De la Selva Organización para Estudios Tropicales
- DA SILVA SANTOS, Inês; PEIXOTO, Ariane Luna. Taxonomia do gênero Macropeplus Perkins (Monimiaceae, Monimioideae). Rodriguésia, v. 52, n. 81, p. 65-105, 2001.
- Valentini, C.M.A; Rodríguez-Ortíz, C.E; Coelho, M.F.B .Siparuna guianensis Aublet (negramina): uma revisão. - Rev. bras. plantas med. vol.12 no.1 Botucatu Jan./Mar. 2010.
- J. A. Coelho; M. F. da Silva. Estudos florísticos no município de Presidente Figueiredo, Amazonas, Brasil - II: famílias Myristicaceae, Siparunaceae e Monimiaceae. - Acta Amaz. vol.38 no.2 Manaus  2008.
- VALENTINI, Carla Maria Abido et al. Negramina (Siparuna guianensis Aublet.) use and conservation in Bom Sucesso, Várzea Grande-MT. Interações (Campo Grande), v. 10, n. 2, p. 195-206, 2009.
- PRADO JÚNIOR, Jamir Afonso do et al. Estrutura da comunidade arbórea em um fragmento de floresta estacional semidecidual localizada na reserva legal da fazenda Irara, Uberlândia, MG. v. 26, n. 4, 2010.

Este artigo sobre a ordem Laurales, integrado no Projeto Plantas é um esboço. Você pode ajudar a Wikipédia expandindo-o.